# Call Me (singel Blondie)
„Call Me” – utwór amerykańskiego zespołu Blondie pochodzący ze ścieżki dźwiękowej American Gigolo z filmu pod tym samym tytułem, wydany w lutym 1980 roku jako singel. Znalazł się również na reedycji płyty Autoamerican. Został napisany przez wokalistkę Debbie Harry i Giorgio Morodera. Piosenka przez sześć tygodni była poz. 1 na liście Billboard Hot 100. Był to drugi singel zespołu, który zajął pierwsze miejsce na tej liście. Najwyższe notowania zdobył również w Wielkiej Brytanii, gdzie był czwartym numer 1 zespołu, i w Kanadzie (drugi numer 1 zespołu). Według magazynu „Billboard” „Call Me” jest najlepiej sprzedającym się singlem w Stanach Zjednoczonych w 1980 roku. Do piosenki nagrano trzy wideoklipy. Cover piosenki nagrał DJ Chuck Taylor w 1980 roku i zespół In This Moment w 2009.

## Lista utworów i formaty singla

### Wydanie z 1980
US, UK 7" (CHS 2414)
1. „Call Me (Theme from American Gigolo)” (7" edit)   – 3:32
2. „Call Me” (7" instrumental)   – 3:27

UK 12" (CHS 12 2414)
1. „Call Me” (7" edit)   – 3:32
2. „Call Me” (Spanish version – 7" edit)   – 3:32
3. „Call Me” (7" instrumental)   – 3:27

US 12" (Polydor PRO 124)
1. „Call Me” (Theme from American Gigolo)   – 8:04
2. „Call Me” (12" instrumental)   – 6:10

US 12" (Salsoul SG 341) [promo only]
1. „Call Me” (Spanish version, extended)   – 6:23
2. „Night Drive” (Reprise) – by Giorgio Morodor   – 6:10

### Wydanie z 1989
UK 7" (CHS 3342-1)
1. „Call Me” (Ben Liebrand Remix)   – 7:09
2. „Call Me” (Original Version)   – 3:31

UK 12" (CHS 12 3342)
1. „Call Me” (Ben Liebrand Remix)   – 7:09
2. „Backfired” (Bruce Forrest And Frank Heller Remix)   – 6:03
3. „Call Me” (Original Version)   – 3:31

UK CD (CHSCD 3342)
1. „Call Me” (Ben Liebrand Remix)   – 7:09
2. „Backfired” (Bruce Forrest And Frank Heller Remix)   – 6:03
  - Performed by Debbie Harry
3. „Call Me” (Original Version)   – 3:31
4. „Hanging on the Telephone”   – 2:23